# Traci Braxton
Traci Braxton, (Severn, 1971. április 2. – Taneytown, 2022. március 12.) amerikai énekesnő, televíziós és rádiós személyiség.
Traci Renee Braxton a Maryland állambeli Severnben született szülei harmadik gyermekeként. Apja metodista lelkész volt, az energiaszolgáltató vállalatnál dolgozott. Traci édesanyja korábban operaénekes, majd  kozmetikus volt. Braxton és testvérei szigorú vallásos családban nevelkedtek. Traci első fellépése a templomi kórusban való éneklés volt. 1989-ben Toni, Traci, Towanda, Trina és Tamar Braxton 1989-ben aláírta a The Braxtons lemezszerződését az Arista Recordsszal.

## Pályafutása
Traci zenei karrierje akkor kezdődött 1989-ben, amikor a nővéreivel lemezszerződést írt alá az Arista Recordsszal. Az őt lány felvette a The Braxtons művésznevet. A lánycsapat a „Good Life” című kislemezzel debütált. 1991-ben − Toni Braxton kilépése után, aki szólista lett a LaFace Recordsnál − Traci Toni  nővéreinek vokálgyüttese lett lett. 1995-ben fiatalok művészeti tanácsadójaként kezdett dolgozni. A következő évben a The Braxtons, Tamar, Trina és Towanda alkotta triója kiadta a „So Many Ways” című albumot. 2011-ben az öt Braxton nővér újra összeállt egy Braxton Family Values nevű valóságshow létrehozására, amelyet a WE TV-n sugároztak.
2013-ban Braxton hivatalosan is szólókarrierbe kezdett, miután szerződést írt alá az eOne Music-kal. Ugyanebben az évben elkezdett dolgozni a BLIS.F.M. rádióban egy saját műsorral. 2014. októberében kiadta stúdióalbumát „Crash & Burn” címmel. Raheem DeVaughn is közreműködik az egyik dalban. 2015. októberében The Braxtons néven megjelent a Braxton „Family Christmas” című karácsonyi album, amelyben Traci is közreműködött. 2018-ban kiadta második szólóalbumát, az „On Earth”-et.
Traci Braxton 2022. március 11-én, 50 éves korában hunyt el nyelőcsőrákban, amellyel halála előtt legalább egy évig küzdött.

## Albumok
- 2014: Crash & Burn
- 2018: On Earth

## Tévé
- Braxton Family Values (sajátmaga, 2011–2020)
- Marriage Boot Camp (sajátmaga, 2014)

## Filmek
- Traci Braxton az IMDb-n

## Fordítás
- Ez a szócikk részben vagy egészben  a   Traci Braxton című olasz Wikipédia-szócikk ezen változatának fordításán alapul.  Az eredeti cikk szerkesztőit annak laptörténete sorolja fel. Ez a jelzés csupán a megfogalmazás eredetét és a szerzői jogokat jelzi, nem szolgál a cikkben szereplő információk forrásmegjelöléseként.